# Gabriël Kousbroek
Herman Rudolf Gabriël Kousbroek (Neuilly-sur-Seine, 11 oktober 1965) is een Nederlands illustrator en zoon van Rudy Kousbroek en Ethel Portnoy. Hij is de broer van schrijfster en vertaalster Hepzibah Kousbroek.
Hij doorliep de Gerrit Rietveld Academie te Amsterdam (1986-1990).
Gabriël, of Gaab, illustreert voor o.a. de Groene, de Volkskrant en HP/De Tijd. Vanaf 2012 illustreert hij de wekelijkse column van Arthur van Amerongen in de Volkskrant.